# Agios Vasilios (Methoni)

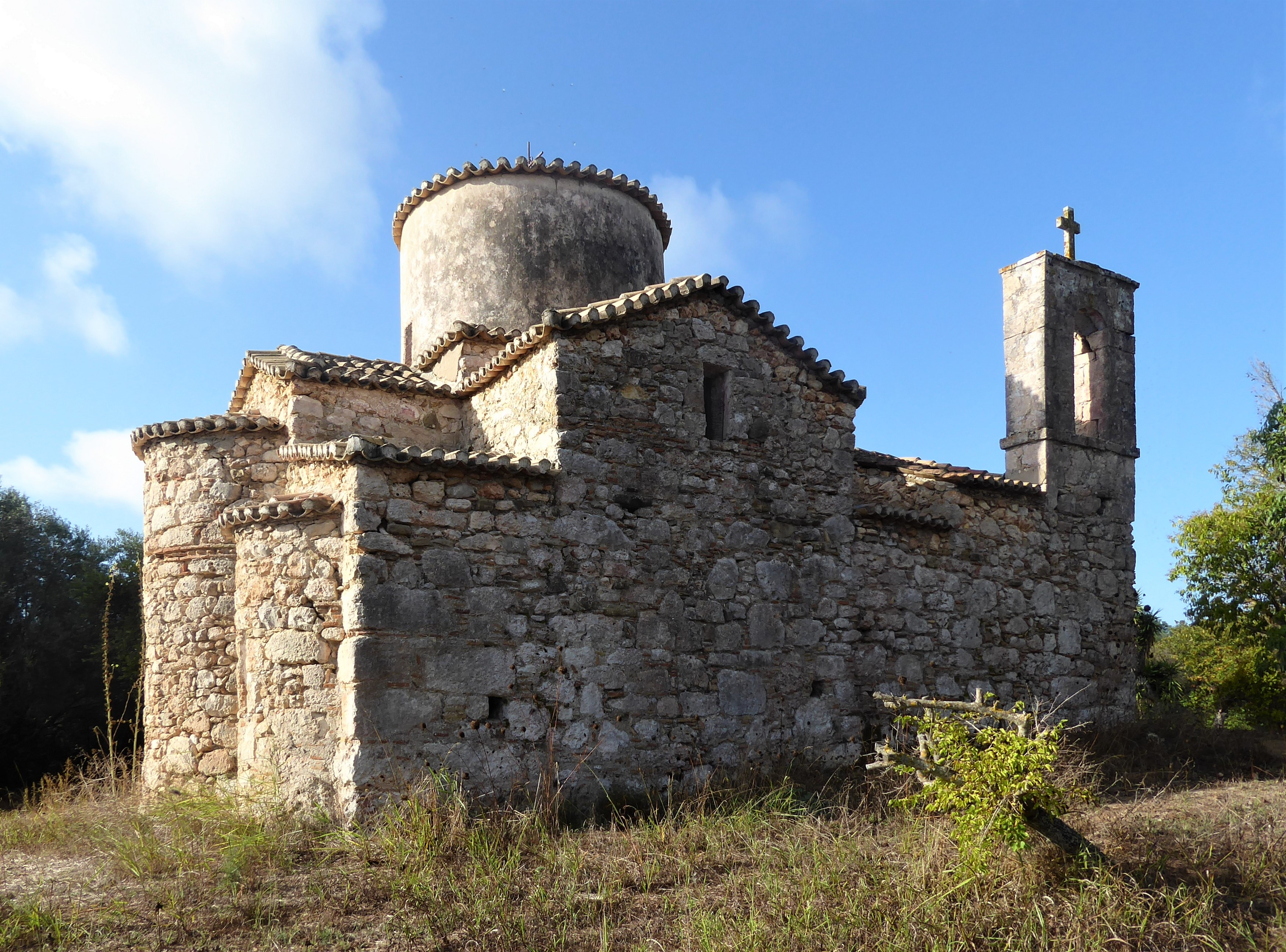
Die Kirche Agios Vasilios in Methoni

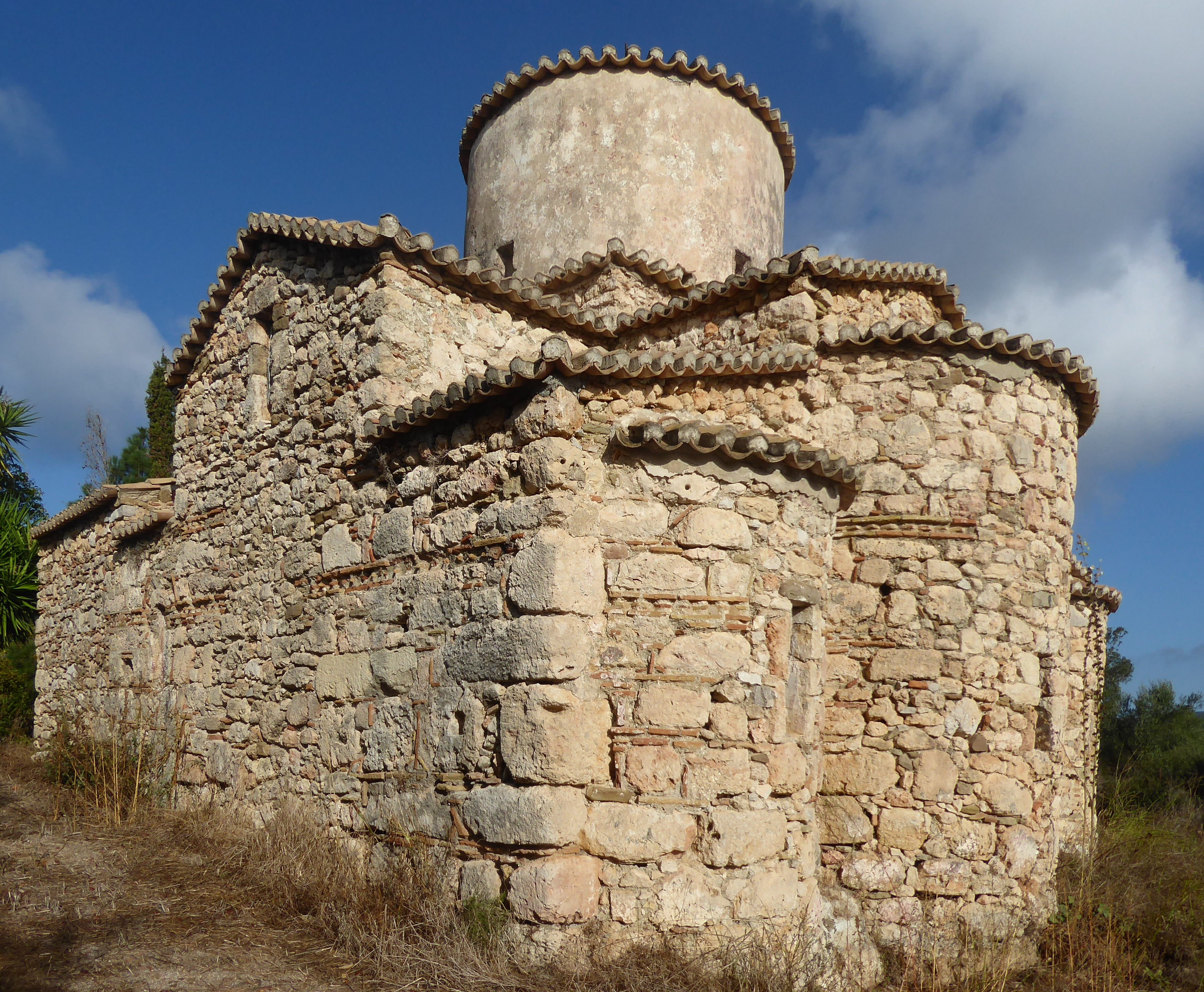
Ansicht von Südosten

Die Kirche Agios Vasilios (griechisch Άγιος Βασίλειος ‚St. Basilius‘) ist ein griechisch-orthodoxes Gotteshaus in Methoni im Südwesten der griechischen Halbinsel Peloponnes. Die Entstehungszeit der byzantinischen Kirche wird durch die griechische Denkmälerverwaltung in das 10./11. Jahrhundert datiert.
Das kleine Bauwerk, das heute nördlich von Methoni frei auf der Ebene innerhalb von Olivenhainen steht, entstand im Übergangsstil von der dreischiffigen Basilika mit Kuppel zur typischen byzantinischen Kreuzkuppelkirche. Im Osten schließt das Bauwerk mit einer aufwendigen Dreiapsidenanlage. Als Baumaterial wurden wahrscheinlich Steine aus der einige hundert Meter westlich gelegenen frühchristlichen Begräbnisstätte von Agios Onoufrios geholt.
Archäologische Untersuchungen haben bestätigt, dass die Kirche vollständig mit Fresken geschmückt war, während im Altarraum Fragmente von Darstellungen des heiligen Eustathius und der heiligen Irene sowie Teil einer Blumendekoration nachweisbar sind.